# I Can See the Whole Room... and There's Nobody in It!
I Can See the Whole Room... and There's Nobody in It! (parfois I Can See the Whole Room and There's Nobody in It! ou simplement I Can See the Whole Room!) est une peinture de Roy Lichtenstein datant de 1961. L’œuvre représente un homme qui regarde à travers un judas.

## Description
L'œuvre de Roy Lichtenstein I Can See the Whole Room!...and There's Nobody in It! mesure 121,9 centimètres sur 121,9 centimètres. Elle est basée sur un dessin réalisé par William Overgard en 1961 pour une bande dessinée de Steve Roper publiée par le Publishers Syndicate (en) le 6 août 1961,. Le tableau représente un homme regardant par le trou d'une porte, son doigt tendu pour ouvrir un judas circulaire, tout en permettant à l'artiste de présenter son visage. Le tableau comporte également une bulle.
L'image donne l'impression au spectateur qu'il se trouve dans une pièce sombre observée par le sujet principal du tableau, un homme qui glisse son regard par un judas. L'élément narratif de l'image, qui comprend une bulle de dialogue contenant la phrase "I Can See the Whole Room !...and There's Nobody in It !", précise que le personnage ne peut rien voir dans la pièce, alors qu'il qu'il a bien regardé. L'œuvre est une référence satirique à l'abstraction car elle peut être imaginée comme une toile monochrome sur laquelle vient se placer le doigt d'un acteur ainsi qu'une narration qui contrevient également à cette conception. Ce doigt est également considéré comme phallique.
La bulle rend l'ensemble de la toile pertinente en élargissant l'attention à toute la largeur du tableau et les courbes de la bulle unissent la narration à plusieurs autres éléments graphiques du tableau. Roy Lichtenstein a ajouté de la couleur, y compris toutes les couleurs primaires, tout en transformant l'original et en faisant référence à la reproduction mécanique par le biais des Points Benday. Comme pour Look Mickey, il y a des raisons de décrire cette œuvre comme une sorte d'autoportrait. Le sujet tend un doigt à travers une ouverture circulaire, ce qui est une autoréférence car elle est représentative de la technique de Lichtenstein consistant à appliquer au pochoir des points de Ben-day en pressant le liquide sur la surface de la peinture à travers un écran à l'aide d'un dispositif dont la taille et la forme ne sont pas très différentes de celles d'un doigt.
L'œuvre est un exemple de la manière dont Roy Lichtenstein présente l'incertitude de la perspective du borgne. L'œuvre est considérée comme traitant du thème de la "vision focale et de la cécité", elle est un exemple frappant du thème de la perception visuelle qui traverse l'œuvre de Lichtenstein. Il utilise la narration pour souligner ce thème, tout en jouant à la fois sur le judas circulaire et les yeux circulaires,. Le dispositif mécanique représenté, un judas dans ce cas, force la vision dans un format monoculaire et imite presque l'objectif d'un appareil photo. Dans un certain sens, la vision monoculaire de cette œuvre est un thème fort qui est directement incarné, même si ce n'est que par allusion. De plus, l'œuvre est perçue comme étroitement liée à son œuvre ultérieure, Image Duplicator (1963), qui est considérée comme une correction de I Can See the Whole Room ! avec sa binocularité éblouissante et agressive.

## Propriété de l'œuvre
Le tableau est acheté  en 1961 par la directrice artistique et collectionneuse Emily Hall Tremaine (en) et son mari pour 550 dollars. De 1961 à 1987, Emily Hall Tremaine prête l'œuvre d'art à de nombreuses expositions et facilite largement la reproduction de l'œuvre d'art sur différents supports.
Après la mort d'Emily Hall Tremaine, le tableau est vendu à Steve Ross (en) chez Christie's à New York pour 2,1 millions de dollars. Sa femme, la collectionneuse Courtney Sale Ross, revendra l'œuvre en novembre 2011 pour 43,2 millions de dollars, soit le double de son estimation lors de cette vente chez Christie's à New York.